# Saffainsel
Die Saffainsel, auch SAFFA-Insel, ist eine künstliche Insel im Zürichsee. Sie gehört zum Quartier Wollishofen der Stadt Zürich und wurde für die Schweizerische Ausstellung für Frauenarbeit SAFFA 1958 aufgeschüttet. Die Insel ist im Inventar der schützenswerten Gärten und Anlagen von kommunaler Bedeutung der Stadt verzeichnet.

## Geographie
Die Saffainsel liegt im nördlichen Teil des Zürichsees vor der ebenfalls aufgeschütteten Landiwiese. Eine Fussgängerbrücke, auch «blaue Brücke» genannt, stellt die Verbindung zum etwa 30 Meter entfernten Ufer her.
Die Insel umfasst rund 3000 m² bei einer maximalen Länge von 80 Meter und einer maximalen Breite von 45 Meter. Sie liegt auf rund 407 m ü. M. und hat keine nennenswerten Erhöhungen.

## Geschichte
Die Landiwiese wurde als letzter Teil und Fortsetzung der Quaianlagen für die Schweizerische Landesausstellung im Jahr 1939, genannt Landi 39, aufgeschüttet. Für die Schweizerische Ausstellung für Frauenarbeit, SAFFA, erfolgte 1957 die Aufschüttung der SAFFA-Insel.
Von 2020 bis 2025 werden Landiwiese und Saffainsel saniert. Nach der Renovation der Uferverbauungen aus Natursteinquadern soll die Saffainsel zwei «bequeme» Seeeinstiege für Badende erhalten. Asphaltflächen werden durch Kiesbeläge, alte Bäume nach Erfordernis durch vitale, junge Bäume ersetzt. Der für die SAFFA geschaffene Verena-Dubach-Brunnen auf der Landiwiese wurde wieder instand gesetzt. Zu den regelmässigen Veranstaltungen gehört das Zürcher Theater Spektakel.

Ansichten der Insel
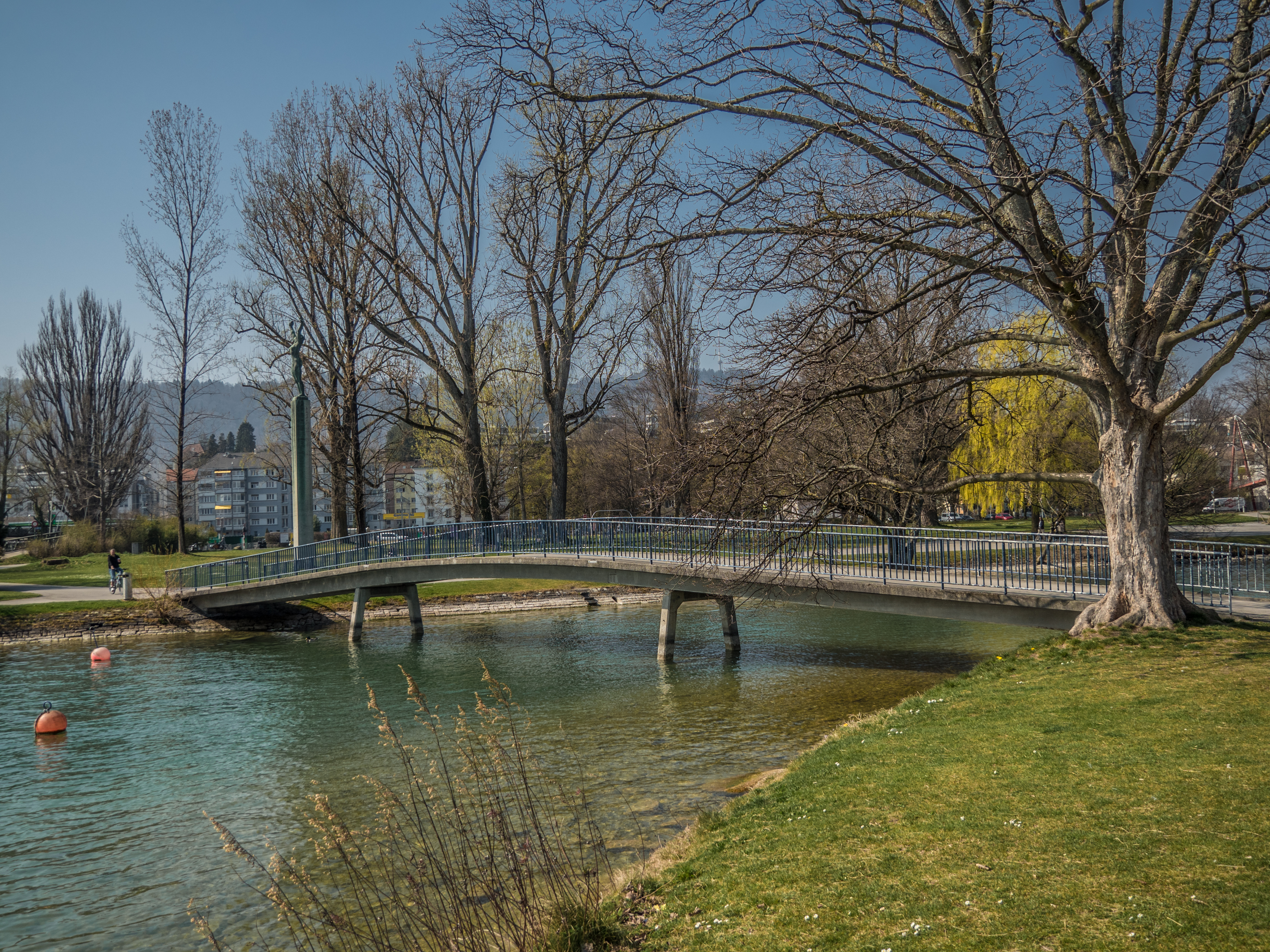
Fussgängerbrücke und Landiwiese im Hintergrund
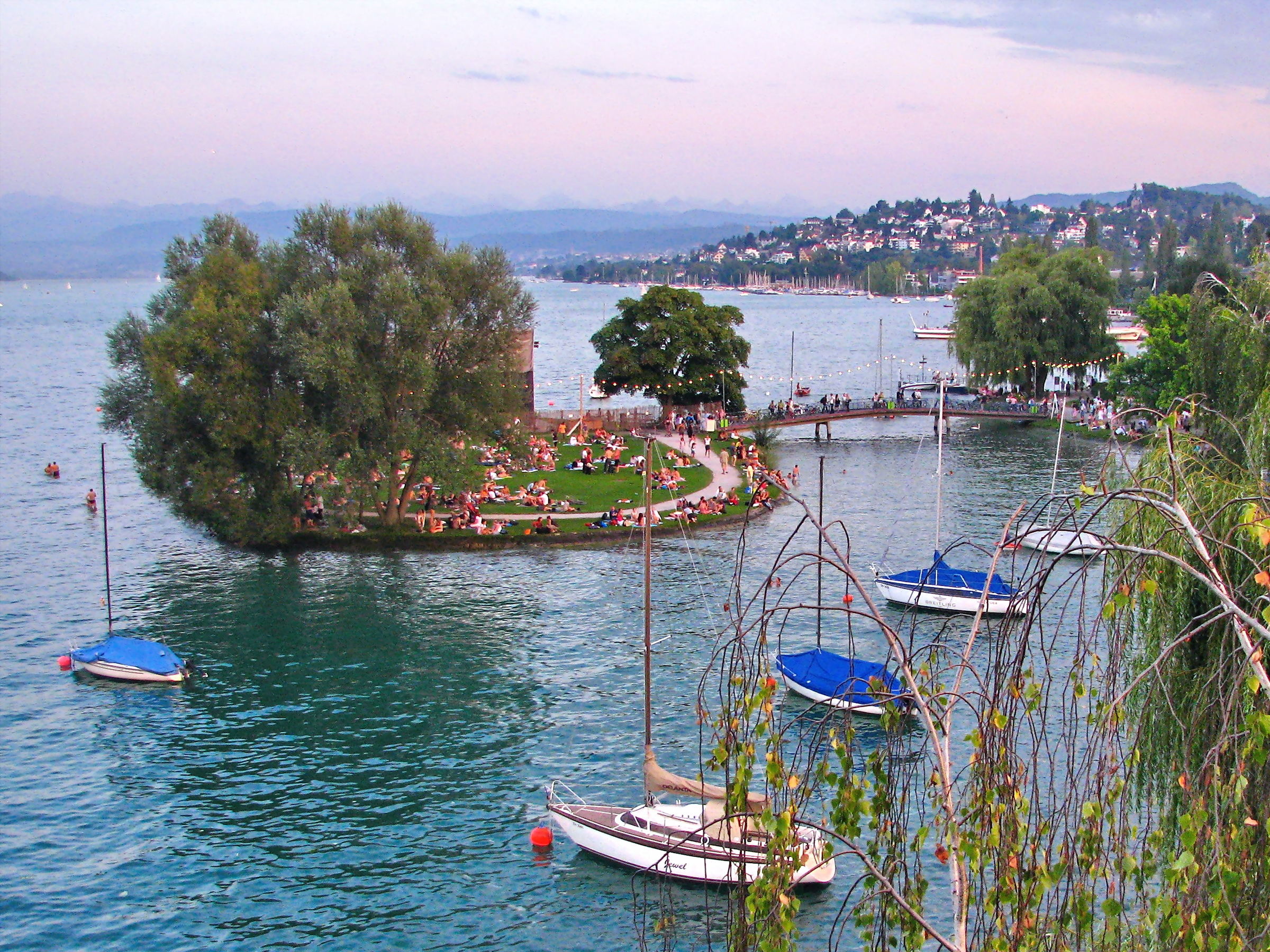
Theater Spektakel, 2009
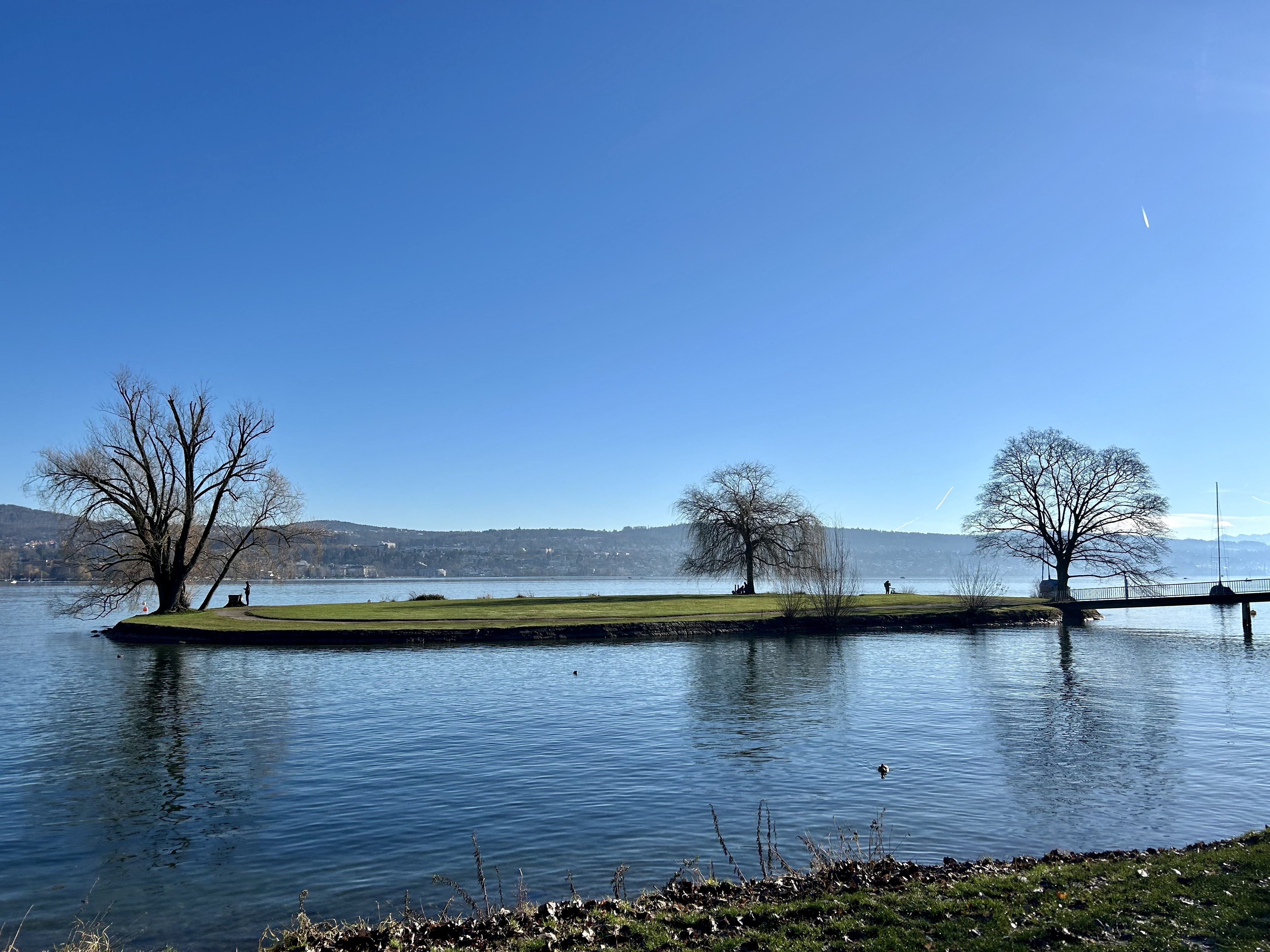
Saffainsel 2024

## Belege
1. 1 2  Landiwiese und Saffainsel. Stadt Zürich, abgerufen am 13. Februar 2024.
2. ↑  Landiwiese. Stadt Zürich, abgerufen am 13. Februar 2024.